# Camponotus modoc
Camponotus modoc är en myrart som beskrevs av Wheeler 1910. Camponotus modoc ingår i släktet hästmyror, och familjen myror. Inga underarter finns listade.

## Bildgalleri

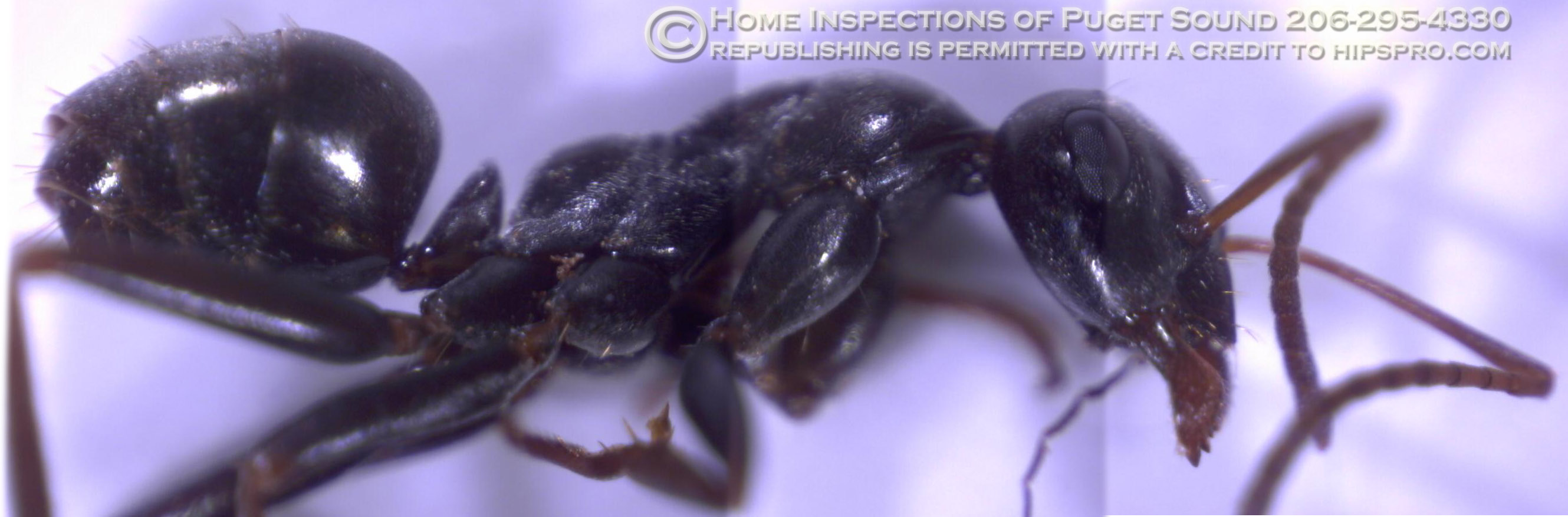